# 方田乡
方田乡是中国福建省三明市宁化县下辖的一个乡。

## 行政区划
现辖：
方田村、朱王村、岭下村、泗溪畲族村、大罗村、南城村、泗坑畲族村和村头村。